# IC 2978
IC 2978 est une galaxie spirale barrée située dans la constellation de la Grande Ourse. Sa vitesse par rapport au fond diffus cosmologique est de 3 506 ± 20 km/s, ce qui correspond à une distance de Hubble de 51,7 ± 3,6 Mpc (∼169 millions d'al). Elle a été découverte par l'astronome français Stéphane Javelle en 1896.
La classe de luminosité d'IC 2978 est IV et elle présente une large raie HI.

## Groupe de NGC 3995
Selon A.M. Garcia, la galaxie IC 2978 fait partie d'un groupe de galaxies qui compte au moins 11 membres, le groupe de NGC 3995. Les autres membres du groupe sont NGC 3935, IC 2981*, NGC 3986, NGC 3991, NGC 3994, NGC 3995, IC 2973, IC 2979, MCG 4-26-54 et UGC 6892.
La galaxie NGC 3966 de la liste de Garcia est PGC 37462. Cette galaxie est IC 2981 et non NGC 3966. En fait, les galaxies NGC 3966 et NGC 3986 sont une seule et même galaxie, soit PGC 37544. Un autre doublon du New General Catalogue
Les galaxies NGC 3986, NGC 3991, NGC 3994, NGC 3995 et IC 2979 (notée 1154+3225 une abréviation pour CGCG 1154.3+3225) apparaissent aussi dans un groupe décrit dans un article d'Abraham Mahtessian paru en 1998.
Selon Vaucouleurs et Corwin, les galaxies IC 2978 et NGC 3986 de ce groupe forment une paire de galaxies.